# Morlautern
Morlautern ist ein nördlicher Stadtteil der kreisfreien Großstadt Kaiserslautern in Rheinland-Pfalz mit etwa 3100 Einwohnern. Bis 1969 war er eine selbständige Gemeinde.

## Geographische Lage
Morlautern liegt etwa 1,5 km nördlich der Kaiserslauterer Kernstadt. Während der Ortsteil Waschmühle – bekannt durch das gleichnamige Freibad – entlang des Eselsbaches im Tal liegt, befinden sich der Ortskern Morlauterns und der Ortsteil Waldhof auf einer kleinen Hochebene auf einer Höhe von etwa 320 Metern.

## Geschichte

### Chronik
Die älteste erhaltene Erwähnung von Morlautern steht in einer Urkunde Kaiser Friedrich II. von 1215. Als „Hof mit Wald in Morluter“ gehörte der Ort zum Besitz des Prämonstratenserklosters in Kaiserslautern. Auch das Kloster Otterberg war im Ort begütert. Von 1559 bis 1592 gehörte Morlautern zu Pfalz-Lautern, anschließend bis Ende des 18. Jahrhunderts zur Kurpfalz. Vom 28. bis 30. November 1793 fand im Einzugsgebiet des Ortes die Schlacht bei Kaiserslautern statt, die alternativ als Schlacht bei Morlautern bezeichnet wird.
Von 1798 bis 1814, als die Pfalz Teil der Französischen Republik (bis 1804) und anschließend Teil des Napoleonischen Kaiserreichs war, war Moorlautern in den Kanton Kaiserslautern eingegliedert und unterstand der Mairie Kaiserslautern. 1815 hatte die Gemeinde insgesamt 312 Einwohner. Im selben Jahr wurde die Gemeinde Österreich zugeschlagen. Bereits ein Jahr später wechselte der Ort wie die gesamte Pfalz in das Königreich Bayern. Von 1818 bis 1862 gehörte er dem Landkommissariat Kaiserslautern an; aus diesem ging das Bezirksamt Kaiserslautern  hervor.
Ab 1939 war die Gemeinde Bestandteil des Landkreises Kaiserslautern. Nach dem Zweiten Weltkrieg wurde Morlautern innerhalb der französischen Besatzungszone Teil des damals neu gebildeten Landes Rheinland-Pfalz. Im Zuge der ersten rheinland-pfälzischen Verwaltungsreform wurde die Gemeinde am 7. Juni 1969 mit seinerzeit 2.579 Einwohnern trotz der Ablehnung der Bevölkerung in die kreisfreie Stadt Kaiserslautern eingegliedert, womit sie den gleichnamigen Landkreis verließ. Ende 2004 hatte Morlautern insgesamt 3.380 Einwohner.

### Herkunft des Namens
Das Wort Mor leitet sich aus dem niederdeutschen muor/mor ab und steht ebenso wie sein hochdeutsches Pendant Moor für eine sumpfige Landschaft. Dieser Wortteil bezieht sich auf die erste Ansiedlung Morlauterns im so beschaffenen Hagelgrundtal. Der zweite Teil des Wortes bezieht sich auf den früheren Namen des heutigen Eselsbachs (Morluter, von Lutehara: klares Wasser). Der Ortsname wandelte sich so von Morluter über Morlutra, Moorlautern und Mohrlautern schließlich zum heutigen Morlautern.

## Religion
Der Gottesdienst kann wahlweise in der katholischen St. Bartholomäus-Kirche oder der protestantischen Kirche besucht werden.

## Politik

### Ortsbeirat
Für den Ortsteil Morlautern wurde ein Ortsbezirk gebildet. Dem Ortsbeirat gehören 15 Beiratsmitglieder an, den Vorsitz im Ortsbeirat führt der direkt gewählte Ortsvorsteher.
Für weitere Informationen zum Ortsbeirat siehe die Ergebnisse der Kommunalwahlen in Kaiserslautern.
Bei Landtagswahlen gehört Morlautern zum Wahlkreis Kaiserslautern II.

### Ortsvorsteher
Ortsvorsteher ist Alexander Lenz von der SPD. Bei der Direktwahl am 26. Mai 2019 war kein Kandidat angetreten, daher wurde er am 27. Juni 2019 durch den Ortsbeirat gewählt. Bei der Direktwahl am 9. Juni 2024 wurde er als einziger Bewerber mit einem Stimmenanteil von 78,2 % für weitere fünf Jahre in seinem Amt bestätigt.
Der Vorgänger von Alexander Lenz, Oswald Raffel (parteilos), hatte das Amt 15 Jahre inne und war 2019 nicht mehr zur Wiederwahl angetreten.

### Wappen

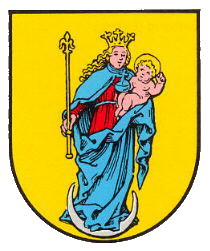
Nicht offizielles Wappen von Morlautern vor 1960

| Wappen von Morlautern | Blasonierung: „In Grün ein goldener Forsthaken, schräg gekreuzt mit einem goldenen Schilfkolben, darüber eine schwebende silberne Lilie.“ |
| Wappen von Morlautern | Wappenbegründung: Auf dem alten Ortswappen, welches auch Gerichtssiegel war, ist ein Muttergottesbild mit dem Kind auf dem linken Arm zu sehen. Da in Morlautern eine kleine Kapelle – welche von den Prämonstratensern in Lautern abhängig war – existierte, wurde deswegen das Bild der Schutzheiligen des Lauterer Klosters übernommen. Das seit 1684 bekannte Wappen wurde 1752 durch ein gleichartiges, jedoch plumperes Wappen ersetzt. Das neue Ortswappen zeigt in grüner Fassung einen goldenen Forsthaken, schräg gekreuzt mit einem goldenen Schilfkolben. Darüber schwebt eine symbolisch dargestellte silberne Lilie (als Zeichen der Gottesmutter Maria). Der Schilfkolben erinnert an Moor in der Eselsbachsenke. Der Forsthaken ist das Zeichen des Stifts Kaiserslautern. Das Wappen wurde 1960 neu geschaffen und am 9. März 1960 von der Landesregierung genehmigt. Es war bis zur Eingemeindung nach Kaiserslautern das offizielle Wappen der Gemeinde. |

## Kultur und Sehenswürdigkeiten

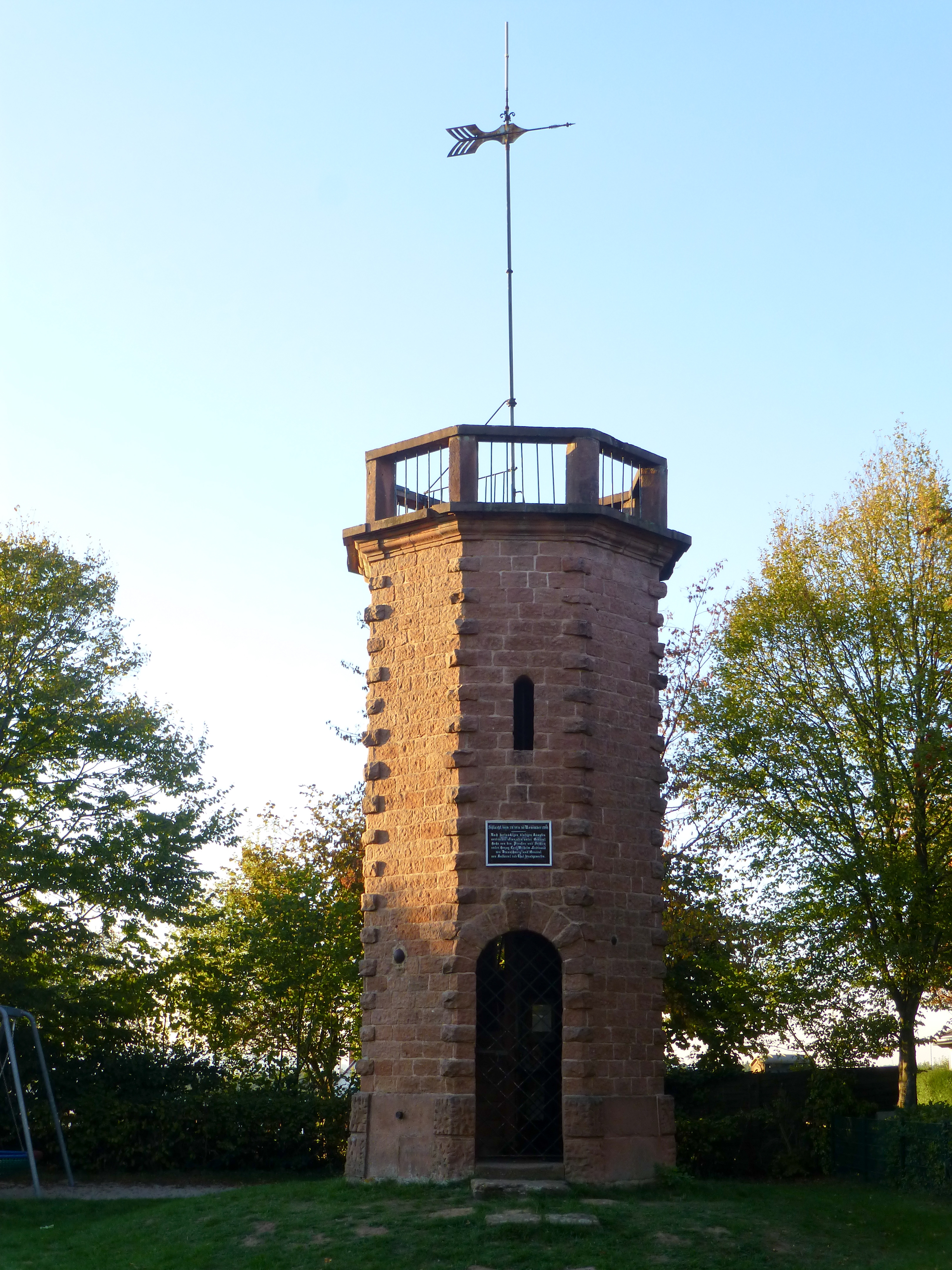
Der Schlachtenturm, das Wahrzeichen von Morlautern

### Kulturdenkmäler
Vor Ort existieren insgesamt sieben Objekte, die unter Denkmalschutz stehen, darunter der Schlachtenturm.

### Vereine
In Morlautern gibt es ein reges Vereinsleben. Den größten Verein stellt der Turnverein Morlautern mit knapp 1000 Mitgliedern und einem vielfältigen Sportangebot. Der SV Morlautern verfügt über sehr viele Mannschaften im Jugend- und Schülerbereich. Weitere große Vereine sind die Morlauterer Ortsgruppe des Pfälzerwald-Vereins, der Gesangverein, die Landfrauen, der Reit- und Fahrverein, der Tennisclub (TCM) sowie viele kleinere Vereine.

## Wirtschaft und Infrastruktur

### Wirtschaft
In Morlautern sind viele mittelständische und kleinere Unternehmen sowie Geschäfte angesiedelt. Der Ort selbst ist am Reichswald berechtigt.

### Verkehr
Morlautern liegt an der Landesstraße 387, die ihn mit der Kaiserslauterer Kernstadt, Otterberg sowie Imsweiler verbindet. Die Linie 112 – ehemals Linie 12 –  der Stadtwerke Kaiserslautern, ehemals TWK bindet den Ortsteil Morlautern an die Stadt Kaiserslautern an. Die Busse verkehren werktags im halbstündigen Takt.

### Bildung
Im Ort befinden sich ein Kindergarten und eine Grundschule.

## Persönlichkeiten

### In Morlautern geboren
- Ralf Göbel (* 1961), Politiker (CDU)

### Mit Morlautern verbunden
- Bernd Klimmer (* 1940), Buchautor, Dozent und Maler, besitzt ein Atelier vor Ort.
- Ronnie Hellström (1949–2022), schwedischer Fußballtorhüter, lebte während seiner Zeit beim 1. FC Kaiserslautern (1974–84) in Morlautern